# Vehículo de reentrada múltiple e independiente

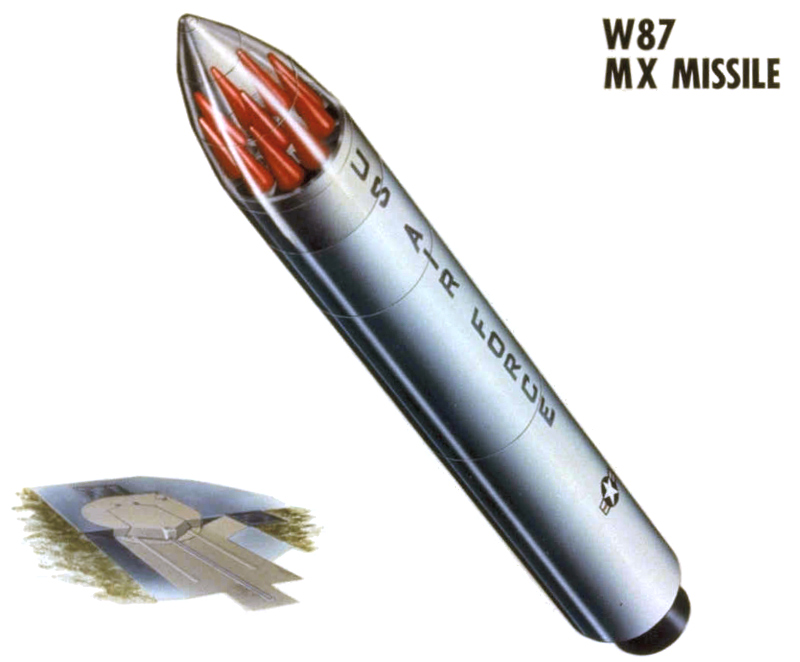
El misil Peacekeeper MIRV de los Estados Unidos, con los vehículos de reentrada en rojo.

Un vehículo de reentrada múltiple e independiente (MIRV, por sus siglas en inglés) es una colección de armas nucleares introducidas en un único misil balístico intercontinental (ICBM son sus siglas en inglés) como los misiles rusos Topol-M y Bulava o el misil balístico intercontinental para submarinos norteamericano (SLBM son sus siglas en inglés). Con una cabeza nuclear MIRV, un solo misil puede golpear varios objetivos, o un menor número de objetivos con más fuerza. Por el contrario, una cabeza nuclear convencional tiene una única cabeza nuclear por misil.

## Diseño
Este tipo de cabeza nuclear fueron creados y desplegados originalmente por los Estados Unidos después adoptada por la URSS y posteriormente algunos países de Europa como Francia y Reino Unido, es un moderno vehículo espacial con motores independientes, que puede lanzar varios conos nucleares en forma independiente, contra diferentes objetivos enemigos, utilizando solamente un único lanzamiento de un misil ICBM.
El propósito militar de un MIRV se divide en 4 razones:
- Proporciona mayor daño en los objetivos por cada lanzamiento de misil ICBM. La radiación (incluyendo el calor irradiado) por una cabeza nuclear disminuye a razón del cuadrado de la distancia (llamado la ley del cuadrado inverso), y la presión de la explosión disminuye a razón del cubo de la distancia. Por ejemplo, a una distancia de 4 kilómetros del lugar de la explosión, la presión de la explosión es sólo 1/64 de la que se siente a 1 kilómetro. Debido a estos efectos varias cabezas nucleares más pequeñas, pueden causar mucho más daño en un área determinada que una cabeza grande por sí sola. Esto reduce el número de misiles ICBM y lugares de lanzamiento requeridos para un determinado nivel de destrucción, ahorrando gastos en la fabricación de misiles y cumpliendo los acuerdos de limitación de misiles Acuerdos SALT, firmados entre la Unión Soviética y Estados Unidos, durante la Guerra Fría.

.

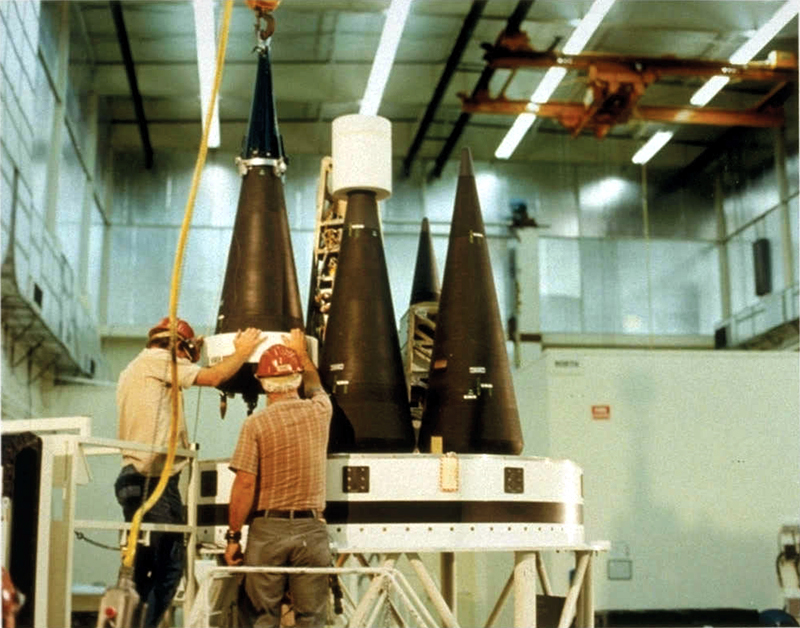
Técnicos aseguran unos cuantos vehículos de reentrada Mk-21 en un bus MIRV LGM-118A Peacekeeper

- Reduce el número de misiles ICBM necesarios para atacar un determinado número de objetivos separados. Con una cabeza nuclear convencional, un misil ICBM debe lanzarse para cada objetivo. Por el contrario, con las cabezas MIRV la fase de después del despegue del cohete, puede hacer dispersar las cabezas nucleares transportadas por el MIRV, contra múltiples objetivos a lo largo de una zona amplia sobre territorio enemigo.

- Reduce el impacto de los Acuerdos SALT. El tratado limitaba el número de misiles ICBM y lanzadores en el inventario de cada país, pero no el número de cabezas nucleares fabricadas y transportadas. El hecho de poner varias cabezas nucleares en un solo misil ICBM permite más destrucción en el objetivo por número de misiles lanzados o construidos.

- Reduce el éxito de un sistema antimisiles que se base en interceptar las cabezas nucleares una por una. Mientras que un misil de ataque MIRV puede tener varias cabezas nucleares (de 3 a 12 dependiendo del misil norteamericano, y de 12 a 28 por Rusia), los misiles interceptores solo pueden tener una cabeza por misil, armada con una ojiva de impacto cinético. Por ello, tanto desde el punto de vista económico y militar, MIRVs dejan los sistemas antimisiles como menos efectivos, ya que mantener un sistema de defensa contra MIRVs sería de gran costo, requiriendo varios misiles de defensa por cada misil ICBM de ataque, que transporta varios conos nucleares y hasta ahora no existe una tecnología que pueda detenerlos completamente.

El gobierno ruso asegura haber desarrollado el sistema MIRV más avanzado hasta ahora para su nuevo misil ICBM misil Bulava, que estuvo en fase de pruebas, tras ser exitosos los últimos ensayos ya se ha puesto en servicio activo en 4 clases de SSBN rusos distintas, es una nave con capacidad de esquivar todo tipo de ataques de los sistemas de defensa enemigos, conocidos y por diseñar en el futuro, durante su vuelo de ingreso a la atmósfera, antes de lanzar los conos nucleares sobre los objetivos designados y durante el lanzamiento de los conos nucleares, puede cambiar su trayectoria, velocidad y altitud en forma independiente, al detectar el lanzamiento de misiles enemigos que traten de interceptarlo en el espacio, con sensores, cámaras de video y radares instalados en la cubierta del vehículo MIRV, como si fuera una nave de combate independiente o un vehículo de combate espacial no tripulado, incluso puede cambiar su objetivo primario y atacar otro objetivo seleccionado por las computadoras de la nave, en forma totalmente autónoma, sin la necesidad de recibir instrucciones de la base de comando en tierra y lanza las ojivas nucleares desde la parte trasera del vehículo MIRV.

## FSMIV
En un MIRV, el motor principal del misil (o booster) empuja un «bus» (ver ilustración) en caída libre suborbital recorrido balístico del vuelo; después de que desprende la fase inicial, el transporte maniobra usando pequeños cohetes vectoriales, computarizados de a bordo de la nave sistema de navegación inercial. Toma una trayectoria balística que llevará al vehículo de reentrada, que contiene una cabeza de guerra a un objetivo y después liberará la cabeza de guerra sobre ese objetivo. Después maniobra en el espacio a una trayectoria diferente, dejando otra cabeza de guerra y repite el proceso para liberar todas las cabezas de guerra, sobre los objetivos designados en territorio enemigo, bases militares, silos de lanzamiento, estaciones de radar, ciudades y escuadras navales.

Minuteman III Secuencia de lanzamiento del MIRV:
1. El misil despega de su silo expulsando su período de lanzamiento (A).
2. Aproximadamente 60 s después del despegue, la primera plataforma se desprende y la 2.ª se enciende (B). La capa del misil se desprende
3. 120 s después de haber despegado, la 3.ª plataforma (C) se enciende y se separa de la 2.ª plataforma.
4. 180 s después de haber despegado, la 3.ª plataforma se termina de empujar y el Vehículo de Post-Boost (D) se separa del cohete.
5. El Vehículo de Post-Boost se automaniobra y se prepara para reentrar en el vehículo(RV) deployment.
6. Los RVs, así como los señuelos y desperdicios, son desplegados.
7. Los RVs, y desperdiciones reentran la atmósfera a gran velocidad y son armados durante el vuelo.
8. Las cabezas nucleares detonan, en la explosión aérea o contacto en la tierra.

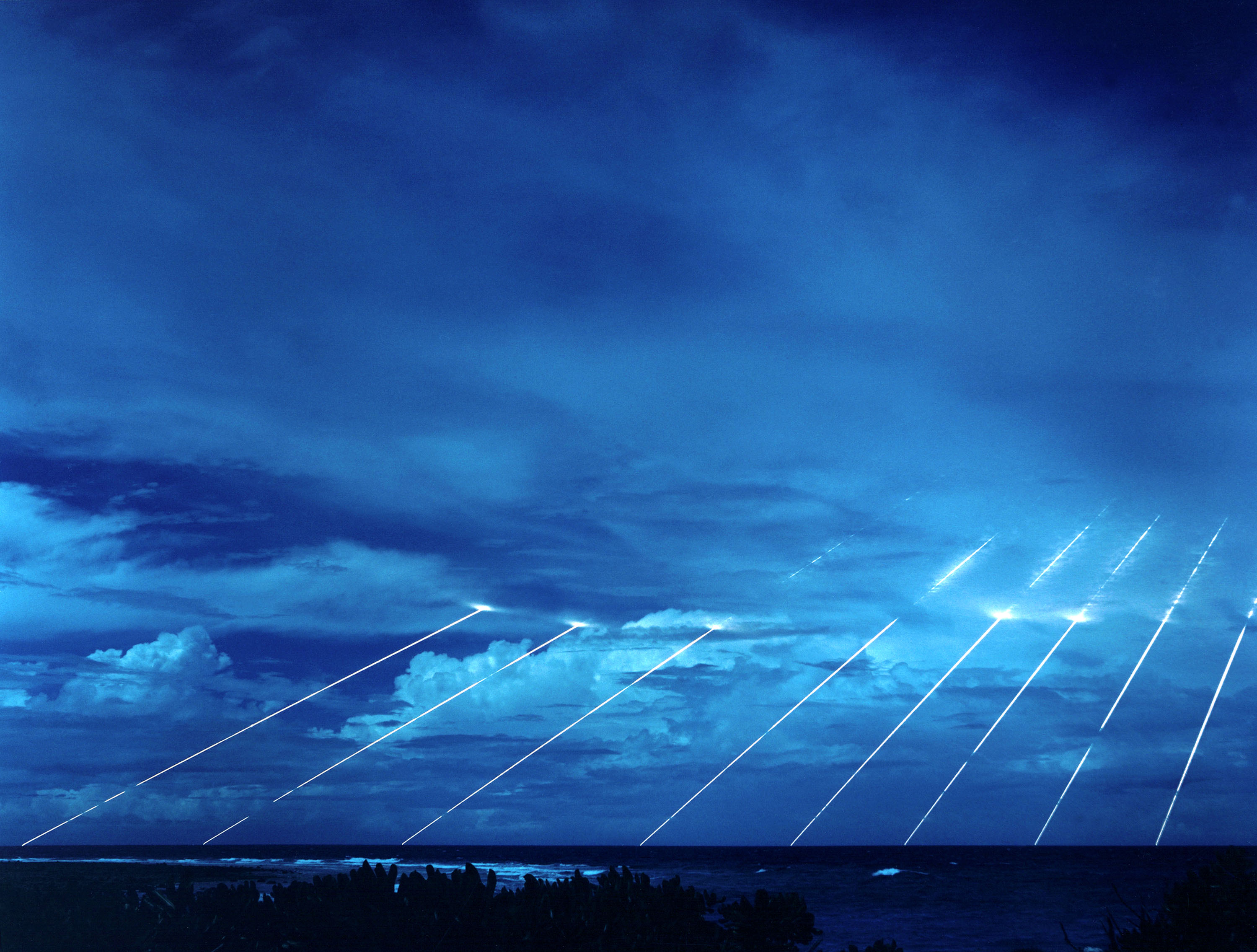
Prueba del vehículo de reentrada del LGM-118A Peacekeeper, 8 (puede llevar 10) disparados desde un solo misil. Cada línea representa el descenso de una cabeza de ataque, y cada una tiene una potencia comparable a 25 bombas como la de Hiroshima

Los detalles del funcionamiento de estas modernas naves espaciales y su tecnología son secretos militares. El combustible del cargador de las ojivas nucleares, limita la capacidad para alcanzar los blancos individuales de las ojivas. Algunas ojivas pueden usar motores y alerones durante el descenso hipersónico, para ganar un rango de distancia mayor. Los ICBM pueden llevar señuelos para confundir dispositivos de intercepción y radares, algunos señuelos son balones de aluminio o dispositivos de ruido electrónico, que son liberados a la atmósfera junto con los MIRV.
La precisión de los MIRV es crucial, porque al perfeccionar la precisión, desciende la necesidad de usar una cabeza más poderosa en un factor de 4 por daños de radiación y por un factor de 8 en daños por detonación, los conos nucleares son más pequeños, livianos y de menor potencia de destrucción. La precisión de los sistemas de navegación y la información geofísica disponible limita la precisión de las cabezas de ataque. Algunos autores afirman que el gobierno de Estados Unidos pudo usar iniciativas del gobierno, para mapear los océanos y la superficie de la tierra para incrementar las precisiones de sus armas, durante varios años.
La precisión de los misiles ICBM con los vehículos MIRV y los conos nucleares lanzados, es medida a través del «error circular probable», esto es el radio del círculo probable en donde hay un 50% de posibilidad de que la cabeza caiga cuando es apuntado al centro. Los misiles Trident II y Peacekeeper tienen un ECP de 90-100 metros a más de 10 000 km de distancia. Recientemente, los misiles Minuteman lanzados desde la costa de California hasta las islas Hawai, han aumentado esta precisión a pocos metros, pueden impactar un edificio o un vehículo militar estacionado en la zona de impacto, con una precisión nunca antes lograda para el lanzamiento de un misil ICBM a tan larga distancia.

## Tecnología M.I.R.I.
- Wikimedia Commons alberga una galería multimedia sobre Vehículo de reentrada múltiple e independiente.
- "MIRV: A BRIEF HISTORY OF MINUTEMAN and MULTIPLE REENTRY VEHICLES" by Daniel Buchonnet, Lawrence Livermore Laboratory, February 1976.